# Editorial Gredos
La Editorial Gredos es una editorial española de carácter privado fundada en 1944, desde 2006 perteneciente al Grupo RBA,y con sede en Barcelona. Se dedica a la publicación de libros especialmente relacionados con la filosofía, lexicografía, filología hispánica y el mundo grecolatino.

## Historia

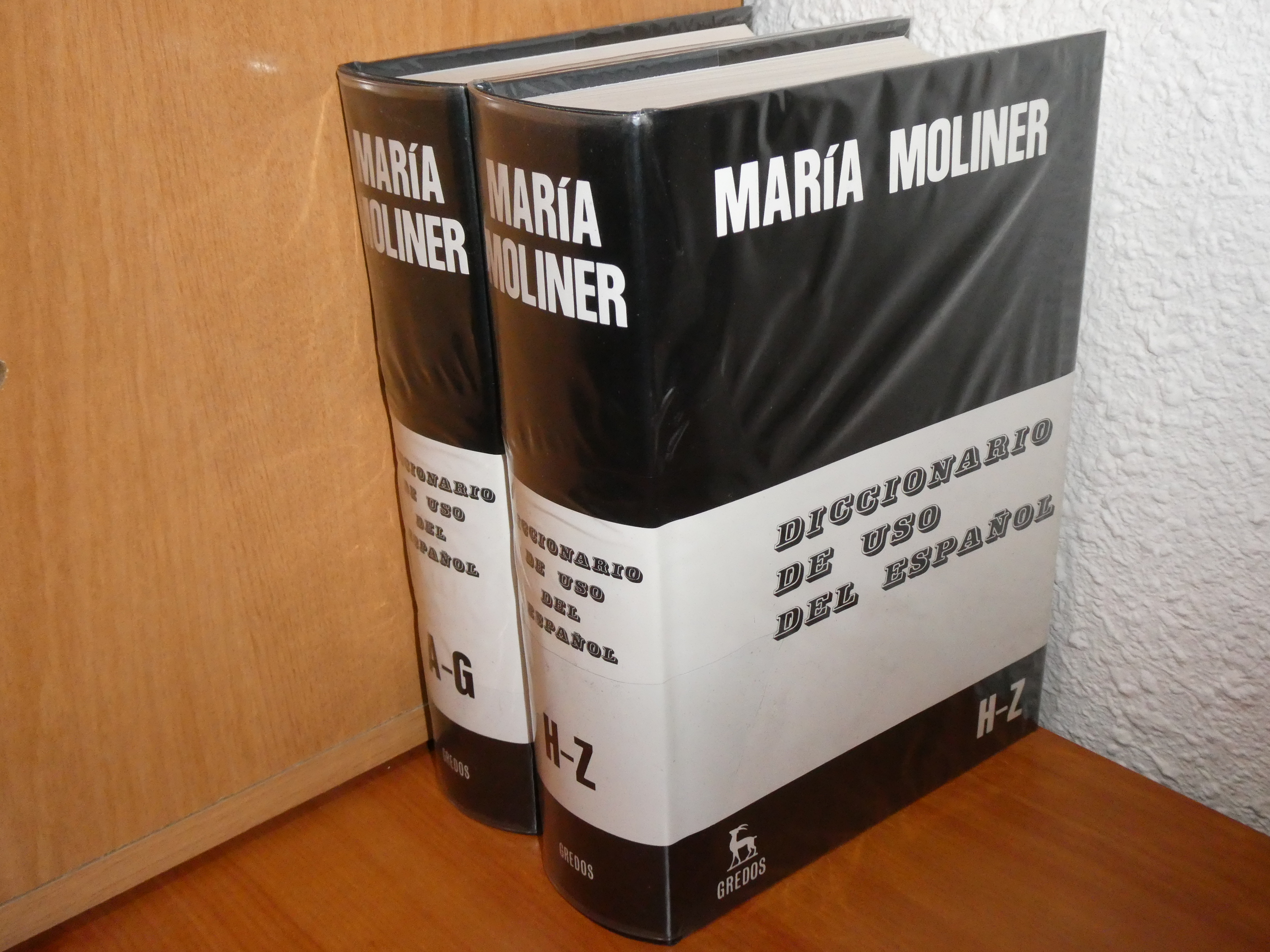
Diccionario de uso del español, de María Moliner. Edición de 1990.

Fue fundada en Madrid en 1944 por Hipólito Escolar, Julio Calonge, Severiano Carmona y Valentín García Yebra con la proposición de remediar la falta de libros españoles científicos y de estudio. A todos ellos se uniría posteriormente José Oliveira Bugallo, aportando el necesario conocimiento del mercado editorial.
Gredos inició su andadura editorial de la mano de los Clásicos Anotados y Bilingües, los cuales descubrirían un mercado nuevo: el de los textos escolares latinos y griegos.
Los textos escolares permitieron a Gredos crear la Biblioteca Románica Hispánica, fundada y dirigida por Dámaso Alonso, en la que publicaron las mayores autoridades del campo filológico y los próceres de numerosas escuelas lingüísticas. La colección se completó y enriqueció con la aparición de dos cimas de la lexicografía, el Diccionario crítico etimológico castellano e hispánico de Joan Corominas y el Diccionario de uso del español de María Moliner.
Las colecciones de Filosofía y Economía, así como la Universitaria, no tuvieron especial fortuna; la de Grandes Manuales perduró durante unos años, en tanto que la Historia del Arte de Juan José Martín González y la Historia de la literatura de Juan Luis Alborg supusieron un gran éxito.
Carlos García Gual convenció a Calonge y García Yebra de crear la Biblioteca Clásica, un compendio de todo el legado clásico grecolatino. Sebastián Mariner se hizo cargo de la selección de las obras latinas, hasta que a su muerte le sucedieron José Javier Iso y José Luis Moralejo. El propio García Gual se ocupó de las griegas, que además de los grandes nombres de la Antigüedad incluían autores menores, piezas científicas y textos extraídos de fuentes marginales como papiros, inscripciones o fragmentos. Compuesta por versiones elaboradas ad hoc, a su finalización sumaron 415 volúmenes de una colección identificada por su cuero azul oscuro y el dibujo de la cabra hispánica, obra de García Yebra, en el lomo.
Sus últimas iniciativas fueron una línea de obras lexicográficas agrupadas bajo la marca María Moliner; la Biblioteca Básica, que ofrecía algunos títulos de la Clásica en formato más manejable y a menor precio; la Nueva Biblioteca Románica Hispánica, dirigida por Francisco Rico; la de Estudios Clásicos, que reúne monografías de los grandes clásicos; la de Grandes Obras de la Cultura occidental; y la Biblioteca de Grandes Pensadores, 38 volúmenes lujosamente encuadernados, que recogieron obras filosóficas desde el siglo IV a. C. hasta el presente.

## Premios
El Ministerio de Educación y Cultura le concedió el Premio Nacional a la mejor labor editorial cultural de 1996 como reconocimiento expreso de su larga trayectoria, y la Sociedad Española de Estudios Clásicos le otorgó el Premio a la Promoción y Difusión de los Estudios Clásicos de 2006.

## Colecciones
Las colecciones vigentes en la actualidad son las siguientes:
- Nueva Biblioteca Clásica Gredos
- Textos Clásicos
- Diccionarios
- Manuales
- Biblioteca Lope de Vega
- Biografías de Grecia y Roma
- Biblioteca de Estudios Clásicos
- Clásicos de la Filosofía
- Introducción a la Filosofía.

Antiguas colecciones:
- Biblioteca Clásica Gredos
- Biblioteca de Grandes Pensadores
- Escuela Lacaniana.